# Nippon Oil

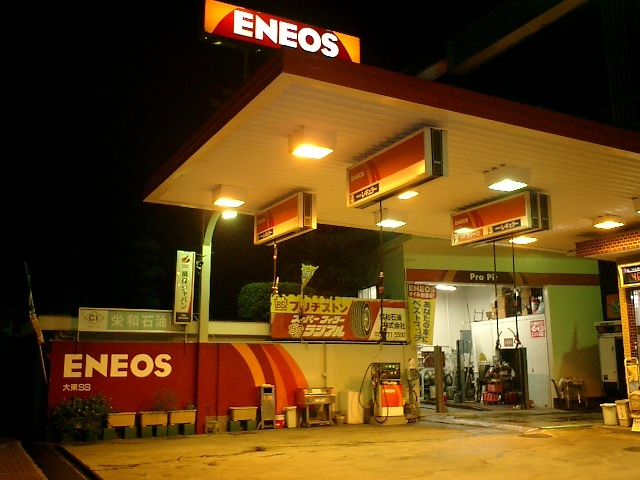
ENEOS-Tankstelle in Japan

Nippon Oil Corporation (NOC; jap. 新日本石油株式会社, Shin Nihon Sekiyu Kabushiki kaisha) ist ein im Nikkei 225 gelistetes japanisches Erdöl- und Chemieunternehmen. Das Unternehmen ist auf den Gebieten Erdölförderung und -importierung sowie der Raffinerie von Rohöl tätig. Darüber hinaus werden Erdölprodukten hergestellt und verkauft.
Die Produkte werden unter der Marke ENEOS als Kofferwort zwischen Energy und Neos (griechisch für „neu“) verkauft, was auch der Markenname der Erdöltankstellen ist. Nippon Oil Corporation ist die größte Erdölfirma mit Sitz in Japan, und in den vergangenen Jahren hat es seine Aktivitäten auf andere Länder ausgedehnt. 9.103 Menschen sind bei dem Unternehmen beschäftigt (Stand 1. April 2022).

## Geschichte
Das Unternehmen wurde am 10. Mai 1888 unter dem Namen Yūgen Sekinin Nihon Sekiyu Kaisha (有限責任日本石油会社, engl. Nippon Oil) gegründet. Im Januar 1894 erfolgte die Umbenennung in Nihon Sekiyu K.K. (日本石油株式会社). Nach der Übernahme der Erdölfirma Mitsubishi Sekiyu K.K. (三菱石油株式会社, engl. Mitsubishi Oil) am 1. April 1999 erfolgte die Umbenennung in Nisseki-Mitsubishi K.K. (日石三菱株式会社). Am 27. Juni 2002 bekam das Unternehmen schließlich seinen heutigen Namen.
Nippon Oil Corporation ist eine der Kernfirmen der Mitsubishi-Gruppe.

## Raffinerien
Zu den Standorten gehören folgende Raffinerien der Shin Nihon Sekiyu Seisei K.K. (新日本石油精製株式会社, Englisch: Nippon Petroleum Refining Co., Ltd.):
| Raffinerie           | Standort              | Produktion in Barrel/Tag | Anmerkung                |
| -------------------- | --------------------- | ------------------------ | ------------------------ |
| Raffinerie Muroran   | Muroran               | 180.000                  |                          |
| Raffinerie Sendai    | Miyagino-ku, Sendai   | 145.000                  |                          |
| Raffinerie Yokohama  | Kanagawa-ku, Yokohama | 0                        | seit 1987 stillgelegt    |
| Raffinerie Negishi   | Isogo-ku, Yokohama    | 340.000                  | größte Raffinerie Japans |
| Raffinerie Ōsaka     | Takaishi              | 115.000                  |                          |
| Raffinerie Mizushima | Kurashiki             | 250.000                  |                          |
| Raffinerie Marifu    | Waki                  | 60.000                   |                          |